# La Huitième Femme de Barbe-Bleue (film, 1923)
Pour les articles homonymes, voir La Huitième Femme de Barbe-Bleue.
Pour plus de détails, voir Fiche technique et Distribution.
La Huitième Femme de Barbe-Bleue (titre original : Bluebeard's Eighth Wife) est un film muet américain réalisé par Sam Wood, et sorti en 1923. Un remake est réalisé par Ernst Lubitsch en 1938.

## Synopsis
Mona épouse John Brandon et découvre immédiatement après qu'elle est sa huitième épouse. Déterminée à ne pas être la huitième à divorcer de lui, elle se lance dans une campagne d'attention à son égard qui s'avère très efficace jusqu'à ce que Brandon lui dise qu'elle est achetée et payée. Furieuse, elle décide de lui donner des motifs de divorce et se retrouve par la suite dans sa chambre avec un autre homme. À la fin, cependant, Brandon découvre qu'elle l'aime vraiment et ils partent pour une lune de miel heureuse.

## Fiche technique
- Titre original : Bluebeard's Eighth Wife
- Titre français : La Huitième Femme de Barbe-Bleue
- Réalisation : Sam Wood
- Scénario : Sada Cowan, d'après la pièce La Huitième Femme de Barbe-Bleue d'Alfred Savoir, traduction de Charlton Andrews
- Directeur de la photographie : Alfred Gilks
- Date de sortie :
  - États-Unis : 9 septembre 1923
  - France : 24 octobre 1924[2]

## Distribution
- Gloria Swanson : Mona deBriac
- Huntley Gordon : John Brandon
- Charles Greene : Robert
- Lianne Salvor : Lucienne
- Paul Weigel : Marquis DeBriac
- Frank Butler : Lord Henry Seville
- Robert Agnew : Albert deMarceau
- Irene Dalton : Alice George
- Majel Coleman
- Thais Valdemar
- Jacqueline Wells